# 马罗勒苏利涅尔
马罗勒苏利涅尔（法語：Marolles-sous-Lignières，法語發音：[maʁɔl su liɲɛʁ]，意为“利涅尔下方的马罗勒”）是法国奥布省的一个市镇，属于特鲁瓦区。

## 地理
马罗勒苏利涅尔（47°56'57"N, 3°55'6"E）面积15.12 平方千米，位于法国大東部大區奥布省，该省份为法国中北部省份，北起马恩省，西接塞纳-马恩省，西南至约讷省，东南至科多尔省，东临上马恩省。
与马罗勒苏利涅尔接壤的市镇（或旧市镇、城区）包括：谢西莱普雷、利涅尔、贝尔努伊、弗洛尼拉沙佩勒、罗费、特龙舒瓦。

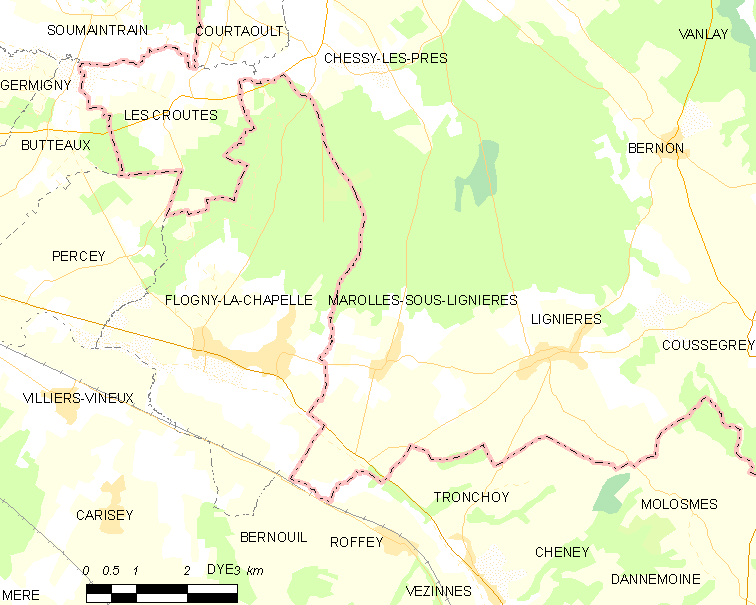
马罗勒苏利涅尔的OSM定位图

马罗勒苏利涅尔的时区为UTC+01:00、UTC+02:00（夏令时）。

## 行政
马罗勒苏利涅尔的邮政编码为10130，INSEE市镇编码为10227。

## 政治
马罗勒苏利涅尔所属的省级选区为艾克斯-维勒莫尔-帕利斯县。

## 人口

1962-2008年间马罗勒苏利涅尔人口变化图示

马罗勒苏利涅尔于2022年1月1日时的人口数量为363人。